# Dimítriosz Vikélasz
Dimítriosz Vikélasz (görögül: Δημήτριος Βικέλας; ismert angolos formában: Demetrios Vikelas; Ermúpoli, 1835. február 15. – Athén, 1908. július 20.) görög üzletember és író, a Nemzetközi Olimpiai Bizottság görög alapítója és első elnöke 1894 és 1896 között.
Miután gyermekkorát Görögországban, illetve Konstantinápolyban (a mai Isztambul elődje) töltötte, Londonban találta meg szerencséjét, ott is házasodott meg. Később Párizsba költözött felesége kedvéért. Az üzlet felhagyása után az irodalomnak és történelemnek szentelte életét, és számos novellát, elbeszélést és esszét publikált, ami által kitüntető figyelem részese lett. Hírnevének, és annak a ténynek köszönhetően, hogy Párizsban élt, megválasztották, hogy képviselje Görögországot azon a kongresszuson, amit Pierre de Coubertin báró hívott össze 1894 júniusában abból a célból, hogy az olimpiai játékok újraindításáról döntsenek. Vikélaszt megbízták a szervezőbizottság elnökletével, az 1896. évi nyári olimpiai játékok végeztével azonban távozott posztjáról, és 1908-as haláláig Athénban élt.

## Gyermekkor
Vikélasz Ermúpoliban született, a görögországi Szírosz szigetén. Édesapja kereskedő volt, édesanyja pedig a gazdag Melasz család tagja. Hatéves korában a család elköltözött Konstantinápolyba, tíz évvel később pedig Odesszába vándoroltak, ott édesapja kezei alatt kezdett el dolgozni. Már akkor megmutatta irodalmi tehetségét, 17 éves korában ő fordította Jean Racine Esther-jét.

## London, az üzlettől az irodalomig
1852-ben Londonba távozott két nagybátyjával, ahol vállalkozásuknál (Melas Bros) először könyvelőként dolgozott, majd üzlettársuk lett. Heti rendszerességgel kezdett levelezni édesanyjával, ez a levelezés élete egyik fontos része lett.
Naplójában, amelyben nem csak mindennapi életének történéseiről számolt be, de Leon nagybátyja tanácsait is feljegyezte, összegezte gondolatait az általa olvasott könyvekről és megtekintett előadásokról.
A University College London esti tagozatos képzésén (az egyetlen egyetem Londonban, amely nem követeli meg a hallgatóktól az anglikán vallás gyakorlását) botanika tudományban szerzett diplomát. Németül és olaszul tanult, valamint vívott, lovagolt és evezett is, de a körülmények nem engedték meg neki, hogy ezeket később folytassa. Publikálni kezdett, először egy verses antológiát 1862-ben, majd számos cikket jelentetett londoni folyóiratokban.
Az 1863-as görögországi politikai események idején, a forradalom elkötelezett híveként, amely I. Ottó görög király száműzetéséhez és I. György megkoronázásához vezetett, Vikélasz pénzgyűjtésbe kezdett, hogy támogassa az ideiglenes kormányt. A kor legnagyobb lapjainak írt levelében kérte, hogy tartsák tiszteletben Görögország jogait. 1866-ban véglegesen ismertté vált a brit értelmiségiek között, miután kapcsolatokat épített ki szerzőkkel és akadémiai tagokkal, hogy megnyerje őket a krétai ügyhöz az 1866-1867-es lázadás idején, amely érdekében folytatta az adománygyűjtést.
1866-ban, feleségül vette a nála 12 évvel fiatalabb Kalliope Geralopoulou-t, egyik nagybátyja feleségének, Katerininek húgát, aki szintén egy gazdag londoni kereskedőcsalád gyermeke volt. Nagybátyjai vállalkozásában névleges partner lett időközben ("Melas Bros - D. Vikelas").
A kezdeti találkozások után barátok lettek a londoni görög nagykövet, Szpirídon Trikúpisz fiával, és a későbbi görög miniszterelnökkel, Harílaosz Trikúpisszal, aki éppen akkor kezdte el politikai karrierjét a görög nagykövetség attaséjaként, velük rendszeres levelezést tartott fent.
Közben igyekezett hasznára lenni Görögországnak, 1868-ban egy 30 oldalas statisztikai cikket jelentetett meg a görög királyságról egy, a Királyi Statisztikai Társaság által rendezett konferenciát követően; 1870-ben pedig iskolát alapított Angliában élő görög gyermekek számára. Összes munkájával - legyen az vitaanyag, politikai, újságírói, történelmi vagy irodalmi- két célja volt: emelni a közhangulatot és az intellektuális szintet hazájában, illetve hogy Görögország ismertségét elismerésre váltsa világszerte.
1876-ban, a gazdasági válság nyomán, mely 1873-ban kezdődött, annak érdekében, hogy ne veszítsék el vagyonukat, Vikélasz és nagybátyjai megszüntették vállalkozásukat, így abban a kényelmes helyzetben találta magát, hogy ideje nagy részét immáron az irodalomnak szentelhette.

## Párizs, a felesége betegsége és az irodalom
1874-ben, édesapja halálát követően, Vikélasz felesége mentális problémákkal kezdett küzdeni, és öngyilkosságra való hajlam mutatkozott nála. A házaspár utazással próbálta a betegség tüneteit enyhíteni, de egy újabb pánikrohamot követően feleségét a doktorok elmebetegnek nyilvánították, ezt követően hét és fél évet a Ivry-sur-Seine-i elmegyógyintézetben töltött. Szokásához hűen Vikélasz az elkövetkezendő húsz évben napról napra rögzítette felesége mentális állapotának változásait.
Folyóiratában 1872-től rendszeresen kifejezte azt, hogy Athénba szeretne visszatérni, 1877-ben, mikor felesége állapota javuló tendenciát mutatott, az alkalmat kihasználva Athénba mentek, és építkezésbe kezdett az egyetem közelében. Felesége állapota azonban újra rosszabbodni kezdett, és visszatértek Párizsba.
Újabb párizsi tartózkodása alatt, Vikélasz a következő Shakespeare művek görög nyelvre való fordításába kezdett: Lear király, Rómeo és Júlia, Othello (1878), illetve Macbeth és Hamlet (1881). Fordításai lelkes fogadtatásnak örvendtek az athéni irodalmi közösség körében. Megírta fő irodalmi művét, a Loukis Laras-t, amely sorozat formájában jelent meg először 1879-ben, és még abban az évben francia és német nyelvre is lefordították. A francia fordítás, amelyet először 1880-ban közöltek, szerepelt Jules Ferry francia oktatási miniszter listáján, amin azok a könyvek voltak, amelyeket jó tanulók kaphatták díjként.
Vikélasz a következő 15 évet Párizsban töltötte, és kapcsolatokat épített ki a francia főváros értelmiségi és irodalmi köreivel. Számos cikket írt (a bizánci történelemről, a görög politikai életről), valamint novellákat és útikalauzokat is.
A görög nyelvi vitában (katharevousa és dimotiki között), Vikélasz középre állt, elutasította a dimotiki-hívek kicsapongásait, akik az intellektuális nyelvezet túlzottan heves védelmezői voltak, és azt javasolta, hogy a katharevousa-irányzat érvényesüljön a parlamenti jegyzőkönyvek vezetésében, és a köznyelv legyen használatos a költészetben.
1877 és 1892 között utazással töltötte idejét, miután felesége betegsége addigi legrosszabb fázisába került, és férje jelenlétét nem tudta elviselni. Visszatért Görögországba, látogatást tett Skóciában, Svájcban, Spanyolországban illetve Konstantinápolyban.
1892-ben telket vásárolt Athénban, ahol felépítette új rezidenciáját, ez lett egyben végső lakhelye.
1893-ban anyagilag támogatta a görög ortodox templom felépítését Párizsban.
1894 májusában felkérést kapott a Pángörög Torna Egylettől, hogy vegyen részt az egy hónap múlva esedékes kongresszuson, amelyet Pierre de Coubertin hívott össze. Némi hezitálás után úgy döntött, hogy képviseli a szövetséget. A kongresszuson határoztak arról, hogy az olimpiai játékok megrendezését újraindítják, és az első olimpia helyszíne Athén lesz.
Pierre de Coubertin eredeti terveiben az szerepelt, hogy az első újkori olimpiát Párizsban rendezik meg 1900-ban, de Vikélasz meggyőzte őt, illetve az újonnan alapított NOB tagjait arról, hogy az első olimpiát Athénban kell rendezni, szimbolikusan ezzel összekapcsolva az újkori olimpiát az ókori olimpiákkal. Mivel a NOB akkori alkotmánya kimondta, hogy az lehet NOB elnök, aki a következő olimpiát rendező országból származik, így Vikélasz lett a NOB első elnöke.

## Visszatérés Athénba
1894 őszén felelősséget érezve az olimpia megrendezéséért, Vikélasz visszatért Görögországba, de a tíz nappal később Párizsból kapott távirat miatt, miszerint felesége állapota rosszabbodott (ödémák keletkeztek testében), azonnal Párizsba utazott, de felesége addigra elhunyt.
1894 novemberében néhány fiatal nemzeti érzelmű hivatalnok létrehozott egy titkos társaságot, az Ethniki Etairia-t, amelynek célja a nemzeti morál fellendítése, és a görög felszabadítás előkészítése volt. 1895 szeptemberében civileket toboroztak, akik mind kapcsolódtak az olimpia megrendezéséhez, köztük Vikélasz is, ő azonban azt állította, hogy csupán baráti nyomásra csatlakozott, kizárólag pénzügyi szerepet játszva, ezután hirtelen kilépett a társaságból. Ekkor még mindig bízott országa újraépítésében.
A játékok után, amely sikeres rendezésnek bizonyult, Vikélasz visszalépett a NOB tagságtól, helyét elnökként Pierre de Coubertin vette át, tagságát pedig Alexander Mercati. A görög-török háborúban elszenvedett vereség nagyban rombolta kedélyállapotát, és eldöntötte, hogy véglegesen Athénba teszi át székhelyét, ahol a közoktatásnak szenteli életét.
1905-ben az athéni egyetemet képviselve vett részt a hetedik olimpiai konferencián Brüsszelben, illetve aktív tagja maradt a Görög Olimpiai Bizottságnak. 1908. július 20-án hunyt el Athénban "valamilyen kínzó betegségben".
Franciaország a Becsületrend lovagi fokozatát adományozta Vikélasz részére 1891. december 31-én, és a St. Andrews-i Egyetem tiszteletbeli doktorává avatták 1893 novemberében (első görög személyként).
Hatalmas könyvgyűjteményét Iráklióra hagyta, megalapítva a Vikelaia Városi Könyvtárat. Napjainkban, az Ermúpoliban található sportcentrum Vikélasz nevét viseli, megtalálható benne olimpiai úszómedence, teniszpálya, tornaterem, kosár- és röplabdapálya, valamint atlétikai, floorball- és futballpálya is.